# Парти Надь, Лайош

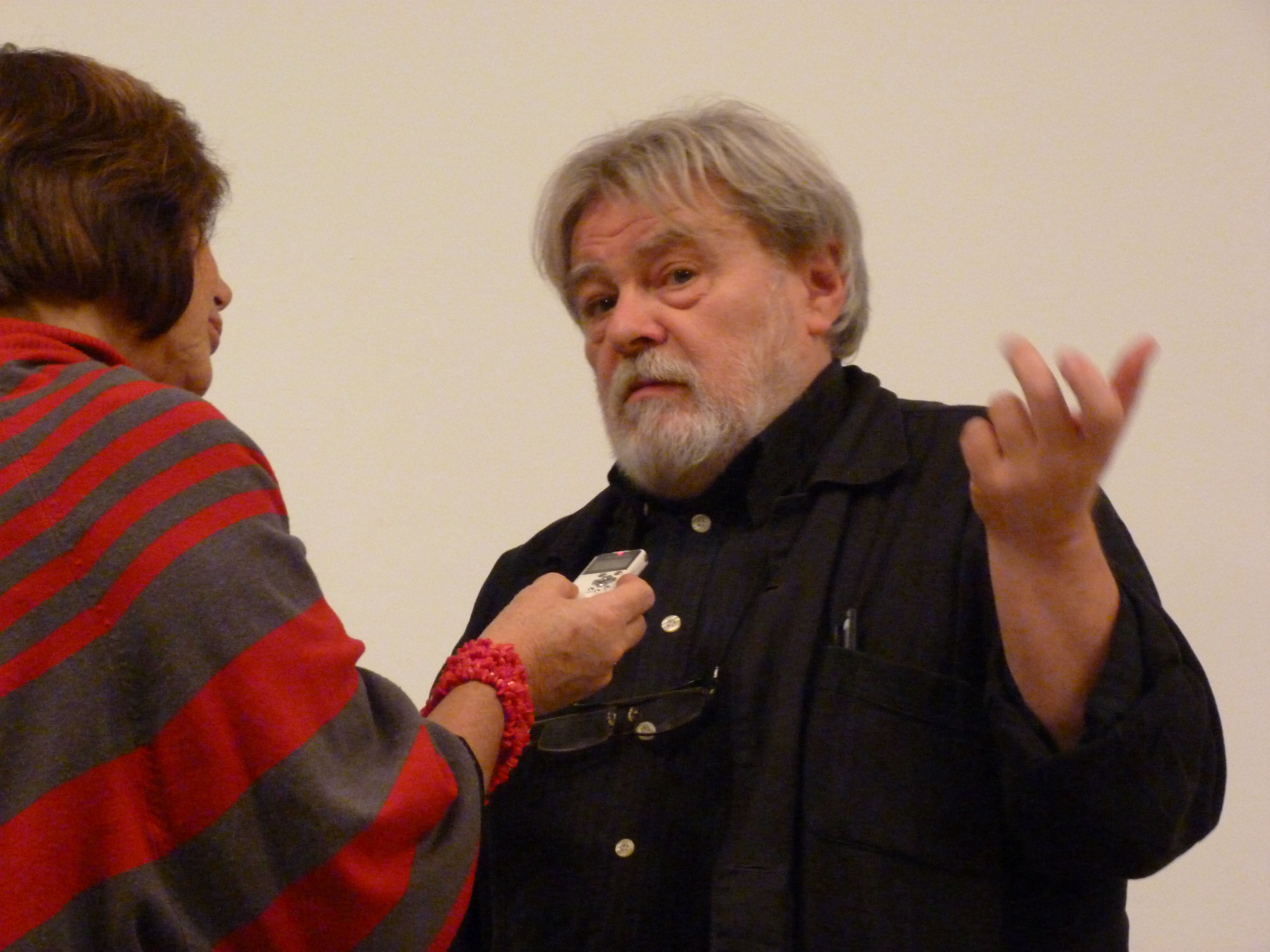
Лайош Парти Надь, 2011

Лайош Парти Надь (венг. Parti Nagy Lajos, 12 октября 1953, Сексард) — венгерский писатель.

## Биография
Окончил университет в Пече (1977), получил диплом учителя. Работал редактором в литературном журнале Jelenkor (1979—1986), выступал как переводчик (Мольер, Томаж Шаламун и др.). В 1982 дебютировал книгой стихов. С 1990-х публикуется как поэт, прозаик, драматург, иногда под псевдонимом.

## Книги

### Стихи
- Angyalstop (1982)
- Csuklógyakorlat (1986)
- Szódalovaglás (1990)
- Esti kréta (1995)
- Grafitnesz (2003)
- Petőfi Barguzinban (2009)

### Новеллы
- Ни барабанов, ни труб/ Se dobok, se trombiták (1993)
- A hullámzó Balaton (1999)
- A fagyott kutya lába (2006)

### Романы, повести
- Ангел во плоти/ A test angyala (1997, под псевдонимом Йолан Шарбогарди)
- Hősöm tere (2000)
- A vak murmutér (2007)
- A pecsenyehattyú és más mesék (2008, повести)

### Пьесы
- Ibusár — Mauzóleum (1996)

## Признание
Премии Жигмонда Морица (1987), Тибора Дери (1990), Аттилы Йожефа (1992), Кошута (2007) и др. На творчестве писателя основан фильм ужасов «Таксидермия».